# Dennis Shepherd
Dennis Shepherd (n. 11 octombrie 1926, Johannesburg, Africa de Sud – d. 13 iunie 2006, Johannesburg, Africa de Sud) a fost un boxer ce a reprezentat Africa de Sud, medaliat olimpic. A participat la o ediție a Jocurilor Olimpice (1948) în care a câștigat o medalie de argint.

## Participări
Lista de mai jos prezintă principalele competiții la care a participat Dennis Shepherd de-a lungul carierei.
- boxing at the 1948 Summer Olympics – featherweight[*]